# Speak Now
Speak Now (En español: Habla ahora) es el tercer álbum de estudio de la cantante estadounidense Taylor Swift, fue publicado el 25 de octubre de 2010 por el sello discográfico Big Machine Records. La producción del álbum se llevó a cabo entre 2009 y 2010 en varios estudios de grabación y estuvo a cargo de Swift y Nathan Chapman. Escrito únicamente por Swift como continuación de Fearless y descrito como un álbum conceptual suelto sobre confesiones, Speak Now amplía el estilo country pop de su trabajo anterior, pero con más sensibilidad rock, con influencias de bluegrass, pop punk, pop rock y power pop. Líricamente, trata temas como el amor, el romance, el desamor y el perdón que exploran relaciones pasadas y parten del optimismo juvenil de sus álbumes anteriores. Algunas pistas se inspiraron en su creciente estrellato y experiencia pública, y tienen letras sobre la confrontación contra sus críticos y adversarios.
Tras su lanzamiento, Speak Now recibió reseñas generalmente positivas de los críticos de música, quienes elogiaron la composición y los temas de Swift. Debutó en el puesto número uno de la lista Billboard 200 en EE. UU., siendo el segundo álbum consecutivo de Swift en encabezar dicha lista. Sus ventas de su primera semana de 1,047,000 copias lo convirtieron en el quinto debut más grande en la historia para una artista femenina, el tercero más grande realizado por un artista country (el primero fue el álbum Red de Swift lanzado más tarde en 2012), el más grande en cinco años y medio, y las mayores ventas de la primera semana en 2010. El álbum también hizo historia musical al reclamar el mayor recuento de ventas de una semana para un álbum de una artista country femenina. Hasta 2017, Speak Now se ubicó como el álbum número 16 en vender al menos un millón de copias en una sola semana en Estados Unidos. A nivel internacional, debutó entre los 10 primeros puestos en varios países, incluidos Australia, Canadá y el Reino Unido. En julio de 2019, Speak Now fue certificado de platino seis veces por la RIAA, por distribuir más de seis millones de unidades en Estados Unidos. Ha vendido 4,68 millones de copias puras en el país. También es el décimo álbum digital más vendido de todos los tiempos.
Speak Now fue promovido por seis sencillos, de los cuales los dos primeros llegaron a los diez primeros puestos del Billboard Hot 100; el primero, «Mine», debutó en el número tres y «Back to December» alcanzó el número seis. Además, la canción homónima alcanzó el número ocho tras su lanzamiento como sencillo promocional; el lanzamiento de la edición de lujo del álbum llevó a la pista extra «If This Was a Movie» a debutar en el número 10 de la lista, lo que le dio a Speak Now su cuarto éxito entre los 10 primeros puestos en el Hot 100. Swift promocionó el álbum con la gira Speak Now World Tour, que recaudó más de $123 millones.
En la 54.ª entrega de los premios Grammy, Speak Now recibió tres nominaciones, incluida una para mejor álbum de country; su tercer sencillo, «Mean», ganó premios Grammy a la mejor canción country y mejor interpretación de country solista. Varios críticos musicales y publicaciones incluyeron el álbum en sus listas de fin de año; se incluyó en la lista de Rolling Stone de los «50 mejores álbumes femeninos de todos los tiempos» en 2012, lo que le dio a Swift la distinción de ser la artista más joven en todos los géneros en ser incluida en la lista.
El 7 de julio de 2023, fue lanzada la regrabación del álbum titulada Speak Now (Taylor's Version), esto dentro de la controversia sobre los másteres de Taylor Swift. Esta nueva versión consta de las 14 canciones de la edición estándar, las pistas de lujo "Ours" y "Superman" y 6 canciones inéditas subtituladas como "From the Vault", todas escritas únicamente por Swift. Además, la regrabación de la canción "If This Was A Movie" que forma parte de la versión de lujo original, fue sustraída debido a ser la única canción del álbum original que cuenta con un coescritor, perteneciendo ahora a Fearless (Taylor's Version).

## Antecedentes y desarrollo
El 20 de julio de 2010, Taylor Swift anunció durante un videochat en línea difundido por Ustream que Speak Now sería su tercer álbum de estudio. Durante la charla, la cantante describió el concepto detrás del título del disco, habló sobre su proceso creativo y reveló que todas las canciones seleccionadas para formar parte del lanzamiento habían sido escritas completa y únicamente por ella sin ayuda de terceros. Swift explicó: «Escribí todas las canciones para este disco yo misma. Realmente no sucedió a propósito. Sólo que mis mejores ideas me llegaban a las 3 de la mañana en Arkansas y no había ningún co-escritor cerca así que simplemente lo terminé. Y ocurrió otra vez en Nueva York; y otra vez en Boston; y ocurrió otra vez en Nashville. Las canciones que conforman el material de los álbumes son las que escribo por cuenta propia».
Las sesiones de grabación de Speak Now se realizaron en los estudios Aimeeland, Blackbird y Capitol en Los Ángeles, California, Pain in the Art y Starstruck en Nashville, Tennessee, y Stonehurst en Bowling Green, Kentucky. Contó con la producción musical de Nathan Chapman, asistido por la propia Swift, y con arreglos orquestales del músico Paul Buckmaster en las canciones «Back to December» y «Haunted». En un principió estaba previsto que el disco se llamara Enchanted pero su título fue cambiado debido a que Scott Borchetta, director ejecutivo del sello discográfico de la cantante, sintió que el mismo no encajaba con la temática del trabajo. Durante una entrevista para Billboard, Borchetta reveló que fue la artista quien propuso el título y declaró: «Estábamos almorzando y [la cantante] me había tocado un montón de canciones nuevas. La miré y yo estaba como, "Taylor, este disco ya no es sobre cuentos de hadas y [experiencias de la] secundaria. No es donde estás. No creo que el disco deba llamarse Enchanted». Según el director, Swift se levantó de la mesa donde estaban almorzando para volver poco después con el título oficial del álbum, que representa mejor «la evolución que el álbum desempeña en su carrera y en su compresión aún joven del mundo».
Tanto en formato físico como en digital, Speak Now comenzó a ser lanzado desde el 25 de octubre hasta el 23 de noviembre de 2010 por Universal Music Group, Big Machine Records y Mercury Records.

## Promoción

### Sencillos
Big Machine Records decidió lanzar «Mine» como el primer sencillo el 16 de agosto de 2010, pero debido a que un demo de baja calidad se filtró online, el sello discográfico prefirió estrenarla el 4 de ese mes. En su primera semana, el tema debutó en el primer puesto del Hot Digital Songs y en el tercero del Billboard Hot 100 tras vender 297.000 descargas digitales en Estados Unidos. Con esto se convirtió en la artista de la década octava canción con mayores ventas en su semana debut en la historia y la cuarta del año. Además de estos récords, «Mine» hizo de su intérprete la segunda artista en la historia —luego de Mariah Carey— en conseguir que dos canciones debuten en el top 5 del Hot 100 un mismo año, con «Today Was A Fairytale» que debutó a principio de año. En Japón, Canadá y Australia alcanzó las posiciones seis, siete y nueve, respectivamente. Para agosto de 2012, la canción vendió 2.081.000 copias en el territorio estadounidense y fue certificada con un disco de platino entregado por la Recording Industry Association of America.
«Back to December» fue lanzada como el segundo corte del disco el 15 de noviembre de 2010. Anteriormente ya había estado disponible para su descarga digital en iTunes un mes atrás como parte de la cuenta regresiva del lanzamiento de Speak Now. La canción recibió comentarios mayormente positivos por parte de los críticos de música, quienes la describieron como una balada «elegante» y relacionaron su letra con la relación que la cantante vivió con el actor Taylor Lautner. El sencillo llegó al sexto puesto del Hot 100, lideró el conteo Hot Digital Songs gracias a sus 242 000 descargas digitales en su primera semana y, además, recibió un disco de platino en Estados Unidos. También tuvo un buen desempeño en Canadá, donde llegó al número siete las listas y recibió un disco de oro entregado por la CRIA tras vender 40 000 copias.
Aunque el formato digital de «Mean» estuvo disponible a partir del 19 de octubre de 2010 su lanzamiento como sencillo oficial fue el 7 de marzo del siguiente año. Debutó en el número once del Billboard Hot 100 gracias a sus 163 000 copias vendidas en su primera semana en Estados Unidos. Pocos meses después de su lanzamiento, «Mean» obtuvo un disco de platino otorgado por la RIAA tras vender 1 000 000 de unidades en el país y convirtiéndose así en la decimotercera canción de Swift en conseguir tal logro. En Canadá alcanzó su máxima posición en el número diez del conteo Canadian Hot 100 y se le otorgó un disco de oro tras vender 40 000 descargas. Además, la canción recibió dos galardones en los premios Grammy de 2012, en las categorías de mejor interpretación country solista y mejor canción country.
«The Story of Us» es el cuarto sencillo del álbum. La canción fue escrita por Swift, y producida por Nathan Chapman y Swoct. La canción contiene elementos pesados de la música pop rock. Tras el lanzamiento del álbum, la canción debut en el número 41 en el Hot 100 y en el número 70 en el Canadian Hot 100. «Sparks Fly» fue el quinto sencillo, lanzado el 18 de julio de 2011. La canción había sido escrita por Swift en el año 2007 e interpretada en algunos conciertos. Años después se volvió popular entre los fanes que hicieron que fuera agregada al álbum.
«Ours» se lanzó como sexto y último sencillo de Speak Now el 8 de noviembre de 2011. Luego de vender 1.224.000 unidades digitales, llegó al decimotercer puesto del Hot 100 y recibió un disco de platino de la RIAA.

## Recepción

### Comentarios de la crítica
Speak Now obtuvo reseñas generalmente positivas por parte de los críticos musicales. De acuerdo con Metacritic, el álbum recibió una calificación de 77 puntos de 100, basada en 20 reseñas profesionales.
Stephen Thomas Erlewine de Allmusic le otorgó cuatro estrellas de cinco y elogió la madurez en las canciones al decir: «[Swift] escribe desde la perspectiva del momento pero tiene la habilidad de una escritora experimentada, articulando las contradicciones y las confecciones con detalles agudos y melodías poderosas». Erlewine dijo que «no es un gran progreso desde Fearless, mas un sutil cambio hacia pop puro con detalles country». Concluyó su reseña observando que la cantante «puede que ya no sea una niña pero tampoco es una mujer, pero en Speak Now, captura esa transición con una gracia y habilidad personal que pocos cantantes y escritores tienen». Si bien Matthew Horton de BBC Music comentó que tiene una duración larga y que «cuando escuchaste media docena de los alegres lamentos ya has escuchado bastante» también lo describió como «chispeante y afectuoso».
Jessica Phillips de Country Weekly le dio 3½  estrellas, notando las letras en muchas de las canciones, diciendo "Speak Now muestra señales de Taylor en creciendo, capturándola mientras madura de una reina adolescente a una compositora adulta, y el contenido lírico aquí refelta las irregularidades que viene con transición. Taylor, una escritora de corazón, tiene imágenes de historias y capítulos a través de ésta colección mientras que da a conocer sus últimos dos años de vida, una página a la vez." Matt Bjorke con Roughstock le dio también una estrella 3½, y lo llamó una "grabación transición", diciendo, "Es algo que ella necesitaba lanzar para probar que ella podía tener más que 'cuentos de hadas' e 'historias de amor de adolescentes' de sus álbumes pasados y, la mayor parte, ella ha hecho eso [...] Speak Now se siente como un álbum que está dejando atrás el 'amor de cachorros' de los dos primeros álbumes en favor de historias más fuertes, temas más maduros y ambiciosos en momentos."
Elysa Gardner de USA Today le dio 3½ de cuatro estrellas, y elogió la perspectiva "juvenil" de Swift, diciendo, "En el mejor de los casos, Speak Now captura el dolor dulce de convertirse en adulto, para aquellos que todavía están en el proceso." Jon Caramanica de The New York Times le dio una crítica positiva, diciendo que el álbum es "un trabajo de transpariencia no transparente." Llamó la canción "Dear John" "la canción más quemante." Llamó el lanzamiento "posiblemente el mejor", diciendo, "Es el más salvaje de su carrera, y también el más diverso musicalmente. Y es excelente también, posiblemente el mejor."
Jed Gottlieb de Boston Herald le dio 'B-', y criticó las letras diciendo,  "Speak Now tiene ahora a Swift en unas cuantos golpes hacia la parte más profunda, pero ella está por encima de su cabeza [...] Eventualmente Swift se rindió a las cosas soñadoras. Una chica de 20 años cantando sobre princesas hermosas se va a poner rápidamente infantil." Allison Stewart de The Washington Post llamó el álbum "ridículosamente entretenido [...] un ejercicio largo y cautivador en un lanzamiento," pero consideró lo "largo: 14 prolijas, delgadas y ocasionalmente repetitivas canciones."
Blake Boldt de The 9513 dijo, "Para una estrella masiva como Swift, la presión es un privilegio. Sale lo mejor en algunos artistas y peor en otros, y la princesa adolescente suena lista para el reto. La música country, dónde Swift todavía pertenece a pesar del alcance más grandioso de sus arreglos, es centrado en conflictos del corazón. Al poner al descubierto sus defectos, ella descubrió una manera de brillar más brillante." También elogió la canción "Dear John," "Una cuenta oscura del breve coqueteo con la estrella rockera John Mayer, hierve con una intensidad renovada. Un pequeño recordatorio que no es más una niña, ella admite que el romance surgió sin permiso de los padres: 'Mi madre me acusó de perder la cabeza,' lamenta. 'Pero juré que estaba bien.' La guitarra de Mayer son imitados mientras que Swift clama victoria en su pelea amorosa: 'Estoy brillando como fuegos artificiales sobre tu triste y vacía ciudad."

### Desempeño comercial
En julio del 2010, el editor Ed Christman publicó un artículo en Billboard titulado "¿El nuevo álbum de Taylor Swift venderá un millón de copias en su primera semana?". En el artículo trata la idea de que el álbum venda más de un millón de copias en su primera semana, proeza realizada por última vez por Lil Wayne, Tha Carter III' hace más de 5 años. Will Botwin comentó la posibilidad de que el álbum vendiera más un millón de copias en su primera semana de lanzamiento diciendo "te sientes como sí todo el mundo lo pudiera hacer, ella podría hacerlo, ella tiene la base de ventas y el calor de los álbumes pasados. Y con todas las cosas sorprendentes que ha hecho, especialmente con ofertas de Big Machine y Universal detrás de ella." Big Machine Records vendió más de dos millones de copias antes del lanzamiento del disco.
Los expertos de la industria predijeron inicialmente que Speak Now sería el primer álbum en años en vender un millón de copias en la primera semana de ventas y no se equivocaron, ya que vendió 1.047.000 de copias en su primera semana en los Estados Unidos, debutando en número uno en la lista Billboard 200, donde se mantuvo en número uno por 6 semanas no consecutivas. Una versión en vinilo del álbum fue lanzada a la venta el 22 de noviembre de 2010, así como una versión karaoke del álbum entero.
Hasta la fecha, el álbum ha vendido 4 millones de copias solo en los Estados Unidos y 6 millones a nivel mundial.
En Canadá también debutó en número 1 en la lista Canadian Albums Chart, vendiendo 62,000 copias. En la siguiente semana se mantuvo en la cima de la lista y posteriormente fue certificado triple platino por vender 240.000 copias. En Australia también debutó en número 1, convirtiéndose en su primer álbum número 1 en el país.

## Lista de canciones
Todas las canciones son compuestas por Taylor Swift («If This Was a Movie» coescrita por Martin Johnson) y todas producidas por Swift y Nathan Chapman.
| Speak Now |                       |          |  |
| N.º       | Título                | Duración |  |
| 1.        | «Mine»                | 3:50     |  |
| 2.        | «Sparks Fly»          | 4:20     |  |
| 3.        | «Back to December»    | 4:53     |  |
| 4.        | «Speak Now»           | 4:00     |  |
| 5.        | «Dear John»           | 6:43     |  |
| 6.        | «Mean»                | 3:57     |  |
| 7.        | «The Story of Us»     | 4:25     |  |
| 8.        | «Never Grow Up»       | 4:50     |  |
| 9.        | «Enchanted»           | 5:52     |  |
| 10.       | «Better than Revenge» | 3:37     |  |
| 11.       | «Innocent»            | 5:02     |  |
| 12.       | «Haunted»             | 4:02     |  |
| 13.       | «Last Kiss»           | 6:07     |  |
| 14.       | «Long Live»           | 5:17     |  |
| 67:29     |                       |          |  |

| Edición de lujo |                               |          |  |
| N.º             | Título                        | Duración |  |
| 15.             | «Ours»                        | 3:58     |  |
| 16.             | «If This Was a Movie»         | 3:54     |  |
| 17.             | «Superman»                    | 4:36     |  |
| 18.             | «Back to December» (Acoustic) | 4:52     |  |
| 19.             | «Haunted» (Acoustic)          | 3:37     |  |
| 20.             | «Mine» (pop mix)              | 3:50     |  |
| 21.             | «Back to December»            |          |  |
| 22.             | «The Story of Us»             |          |  |

Notas:
- La edición internacional de iTunes Store incluye la versión original de "Mine", denominada "US version", como la pista 15.
- Las ediciones estándar internacionales incluyen diferentes versiones de "Mine" (conocida como "Pop mix" en los lanzamientos digitales), "Back to December" y "The Story of Us" en lugar de sus versiones originales en la lista de canciones.
- Las ediciones internacionales de lujo incluyen las versiones originales de "Mine", "Back to December" y "The Story of Us" como pistas adicionales, cada una indicada como "US version".
- Los lanzamientos en CD del álbum en Japón incluyeron las versiones originales de "Back to December" y "The Story of Us", cada una denominada "US version", como las pistas 15 y 16 en las ediciones estándar y de lujo, mientras que las pistas extra del segundo disco están numeradas del 17 al 22 con la versión original de "Mine", también denominada "US version", como pista final.

## Personal
| - Chuck Ainlay - Ingeniero - Joseph Anthony Baker - Fotografía - Steve Blackmon - Asistente - Drew Bollman - Asistente, Asistente Ingeniero, Ingeniero - Tristan Brock-Jones - Asistente Ingeniero - David Bryant - Asistente Ingeniero - Paul Buckmaster - Conductor, Arreglos Orquestales - Nick Buda - Batería - Jason Campbell - Coordinación de Producción - Chad Carlson - Ingeniero - Chris Carmichael - Compositor, Arreglador de Cuerdas, Cuerdas - Joseph Cassell - Estilista - Nathan Chapman - Banjo, Bajo, Ingeniero, Fender Rhodes, Guitarra (12 Cuerdas Eléctricas), Guitarra Eléctrica y Acústica, Palmas, Mandolina, Órgano, Piano, Productor, Programación, Sintetizador, Armonía Vocal - Steve Churchyard - Ingeniero - Smith Curry - Guitarra de Acero - Eric Darken - Percusión - Caitlin Evanson - Armonía Vocal. - Shannon Forrest - Batería - Jed Hackett - Ingeniero - Rob Hajacos - Violín - Amos Helles - Bajo - Liz Huett - Armonía Vocal - Jeremy Hunter - Ingeniero - Aubrey Hyde - Armario - Joel Quillen - Ingeniero | - Suzie Katayama - Contratista de Orquesta - Tim Lauer - Hammond B3, Piano - Steve Marcantonio - Ingeniero - Tim Marks - Bajo - Mike Meadows - Guitarra Eléctrica, Palmas - Grant Mickelson - Guitarra Eléctrica - Seth Morton - Asistente Ingeniero - Emily Mueller - Asistente de Producción - Jemma Muradian - Estilista - John Netti - Asistente Ingeniero - Bethany Newman - Diseño, Ilustración - Josh Newman - Diseño, Ilustración - Justin Niebank - Ingeniero, Mezcla - Mark Petaccia - Asistente Ingeniero - Matt Rausch - Asistente - Lowell Reynolds - Ingeniero - Mike Rooney - Asistente Ingeniero - Paul Sidoti - Guitarra Eléctrica - Tommy Sims - Bajo - Bryan Sutton - Guitarra Acústica - Bryan Sutton - Guitarra Acústica - Austin K. Swift - Fotografía - Taylor Swift - Dirección de Arte, Compositora, Guitarra Acústica, Palmas, Notas, Productor, Armonía Vocal - Todd Tidwell - Asistente Ingeniero, Ingeniero - Lorrie Turk - Maquillaje - Hank Williams - Mezcla - Brian David Willis - Ingeniero - Al Wilson - Palmas, Percusión |

## Listas, certificaciones y procesión
| Listas (2010)                   | Mejor posición |
| ------------------------------- | -------------- |
| Australian Albums Chart         | 1              |
| Austrian Albums Charts          | 16             |
| Belgian Albums Chart (Flandes)  | 18             |
| Belgian Albums Chart (Valonia)  | 45             |
| Brazilian Albums Chart          | 6              |
| Canadian Albums Chart           | 1              |
| Danish Albums Chart             | 26             |
| Dutch Albums Chart              | 17             |
| French Albums Chart             | 39             |
| German Albums Chart             | 15             |
| Greek Albums Chart              | 17             |
| Irish Albums Chart              | 6              |
| Italian Albums Chart            | 16             |
| Japanese Albums Chart           | 6              |
| Mexican Albums Chart            | 8              |
| New Zealand Albums Chart        | 1              |
| Norwegian Albums Chart          | 4              |
| Scottish Albums Chart           | 5              |
| Spanish Album Chart             | 10             |
| Swedish Albums Chart            | 18             |
| Swiss Albums Chart              | 17             |
| UK Albums Chart                 | 6              |
| US Billboard 200                | 1              |
| US Billboard Top Country Albums | 1              |

| País           | Certificación |
| -------------- | ------------- |
| Australia      | 2× Platino    |
| Brasil         | 2x Platino    |
| Canadá         | 5× Platino    |
| Japón          | Oro           |
| Nueva Zelanda  | Oro           |
| Reino Unido    | Gold          |
| Estados Unidos | 6× Platino    |

### Posición fin de año
| Listas (2010)                   | Posición |
| ------------------------------- | -------- |
| US Billboard 200                | 9        |
| US Billboard Top Country Albums | 3        |

## Historial de lanzamientos
| País           | Fecha                 | Distribuidora   | Edición            |
| -------------- | --------------------- | --------------- | ------------------ |
| Canadá         | 25 de octubre de 2010 | Open Road       | Estándar y de lujo |
| Estados Unidos | 25 de octubre de 2010 | Big Machine     | Estándar y de lujo |
| Francia        | 25 de octubre de 2010 | Mercury         | Estándar y de lujo |
| Irlanda        | 25 de octubre de 2010 | Big Machine     | Estándar y de lujo |
| México         | 25 de octubre de 2010 | Universal Music | Estándar y de lujo |
| Portugal       | 25 de octubre de 2010 | Universal Music | Estándar y de lujo |
| Reino Unido    | 25 de octubre de 2010 | Mercury         | Estándar y de lujo |
| España         | 26 de octubre de 2010 | Universal Music | Estándar y de lujo |
| Indonesia      | 26 de octubre de 2010 | Universal Music | Estándar y de lujo |
| Italia         | 26 de octubre de 2010 | Mercury         | Estándar y de lujo |
| Dinamarca      | 27 de octubre de 2010 | Universal Music | Estándar y de lujo |
| Finlandia      | 27 de octubre de 2010 | Universal Music | Estándar y de lujo |
| Noruega        | 27 de octubre de 2010 | Universal Music | Estándar y de lujo |
| Suecia         | 27 de octubre de 2010 | Universal Music | Estándar y de lujo |

| País          | Fecha                   | Distribuidora   | Edición            |
| ------------- | ----------------------- | --------------- | ------------------ |
| Sudáfrica     | 29 de octubre de 2010   | Universal Music | Estándar y de lujo |
| Alemania      | 29 de octubre de 2010   | Universal Music | Estándar y de lujo |
| Australia     | 29 de octubre de 2010   | Big Machine     | Estándar y de lujo |
| Austria       | 29 de octubre de 2010   | Universal Music | Estándar y de lujo |
| Bélgica       | 29 de octubre de 2010   | Universal Music | Estándar y de lujo |
| Croacia       | 29 de octubre de 2010   | Universal Music | Estándar y de lujo |
| Nueva Zelanda | 29 de octubre de 2010   | Universal Music | Estándar y de lujo |
| Países Bajos  | 29 de octubre de 2010   | Universal Music | Estándar y de lujo |
| Suiza         | 29 de octubre de 2010   | Universal Music | Estándar y de lujo |
| Taiwán        | 29 de octubre de 2010   | Universal Music | Estándar           |
| Taiwán        | 5 de noviembre de 2010  | Universal Music | De lujo            |
| Japón         | 10 de noviembre de 2010 | Universal Music | Estándar y de lujo |
| Grecia        | 12 de noviembre de 2010 | Universal Music | Estándar y de lujo |
| Brasil        | 23 de noviembre de 2010 | Universal Music | Estándar y de lujo |